# Wacław Łuczynowicz
Wacław Łuczynowicz (ur. 4 czerwca 1922 w Wilnie, zm. 2 stycznia 1986 w Polanicy-Zdroju) – polski szachista.

## Kariera szachowa
W roku 1948 zadebiutował w finale mistrzostw Polski. Do roku 1975 w finałowych turniejach wystąpił sześciokrotnie. Największy sukces w karierze osiągnął w roku 1956, zdobywając w Częstochowie brązowy medal. W tym samym roku wystąpił na międzynarodowym turnieju w Krynicy (zajmując VIII miejsce) oraz reprezentował Polskę w rozegranych w Warszawie meczach przeciwko drużynom Węgier i Czechosłowacji.
Oprócz gry turniejowej, zajmował się również szkoleniem młodzieży. Do jego wychowanków należeli m.in. Jacek Bielczyk i Jerzy Bany.
Według retrospektywnego systemu Chessmetrics, najwyżej sklasyfikowany był w sierpniu 1957 r., zajmował wówczas 248. miejsce na świecie.